# Tîmofiivka, Djankoi
Tîmofiivka (în ucraineană Тимофіївка) este un sat în comuna Mîrnivka din raionul Djankoi, Republica Autonomă Crimeea, Ucraina.

## Demografie
Componența lingvistică a localității Tîmofiivka
     Tătară crimeeană (85,13%)
     Rusă (9,35%)
     Ucraineană (3,6%)
     Belarusă (1,44%)
Conform recensământului din 2001, majoritatea populației localității Tîmofiivka era vorbitoare de tătară crimeeană (85,13%), existând în minoritate și vorbitori de rusă (9,35%), ucraineană (3,6%) și belarusă (1,44%).